# ایستگاه راه‌آهن نیوکاسل
ایستگاه راه‌آهن نیوکاسل (انگلیسی: Newcastle railway station) یکی از اصلی‌ترین و مهم‌ترین ایستگاه‌های راه‌آهن کشور انگلستان در شهر نیوکاسل است.
این ایستگاه که در سال ۱۸۵۰ تأسیس شده دارای ۱۲ سکو می‌باشد و از طریق خط اصلی ساحل شرقی به شهر لندن متصل می‌شود.

## نگارخانه

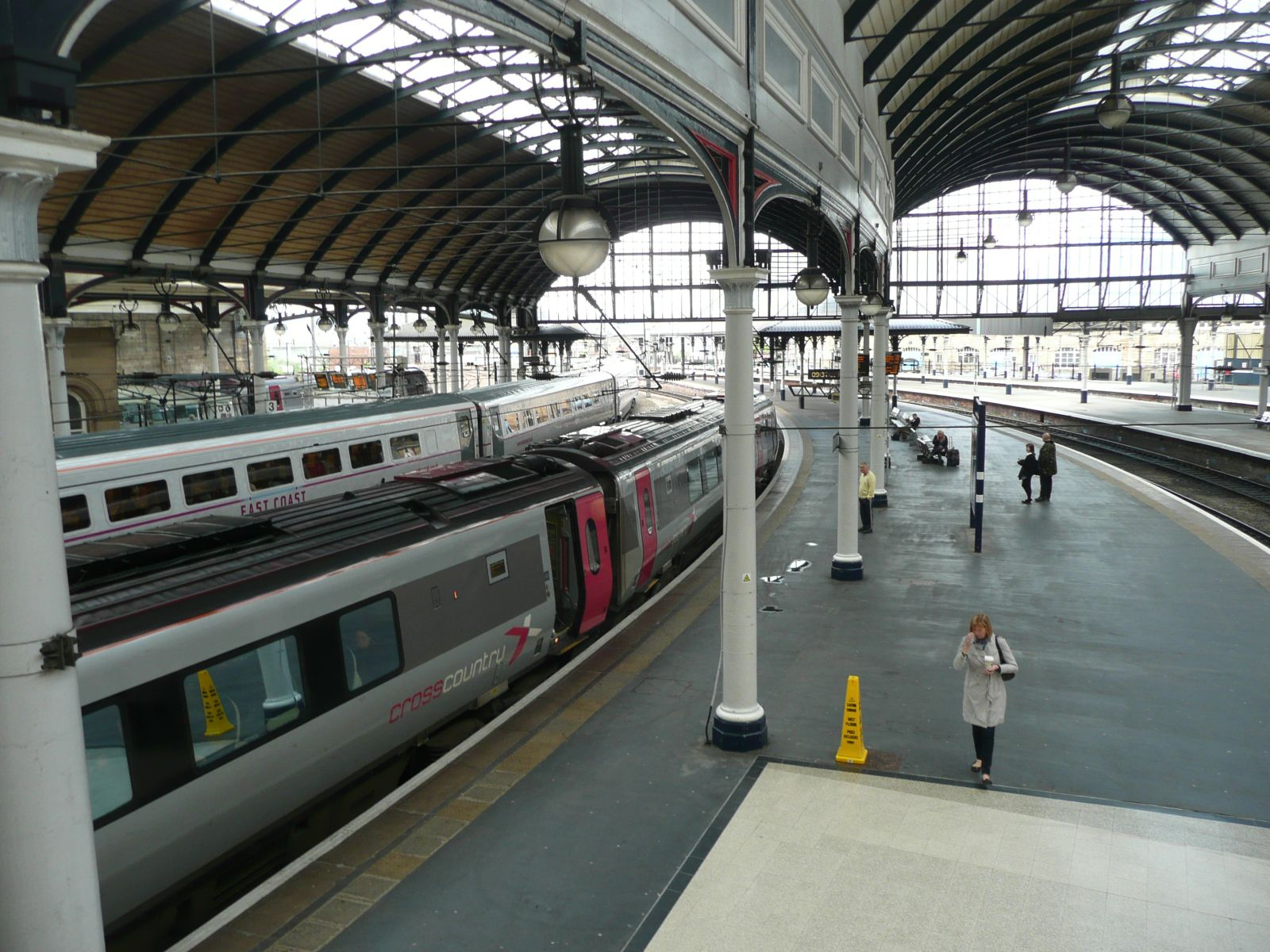
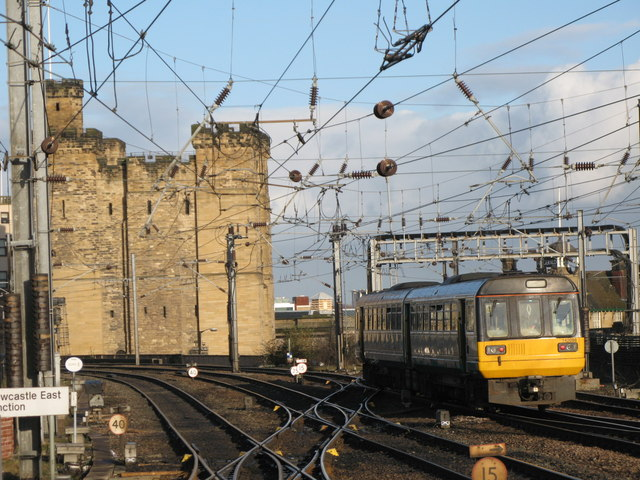
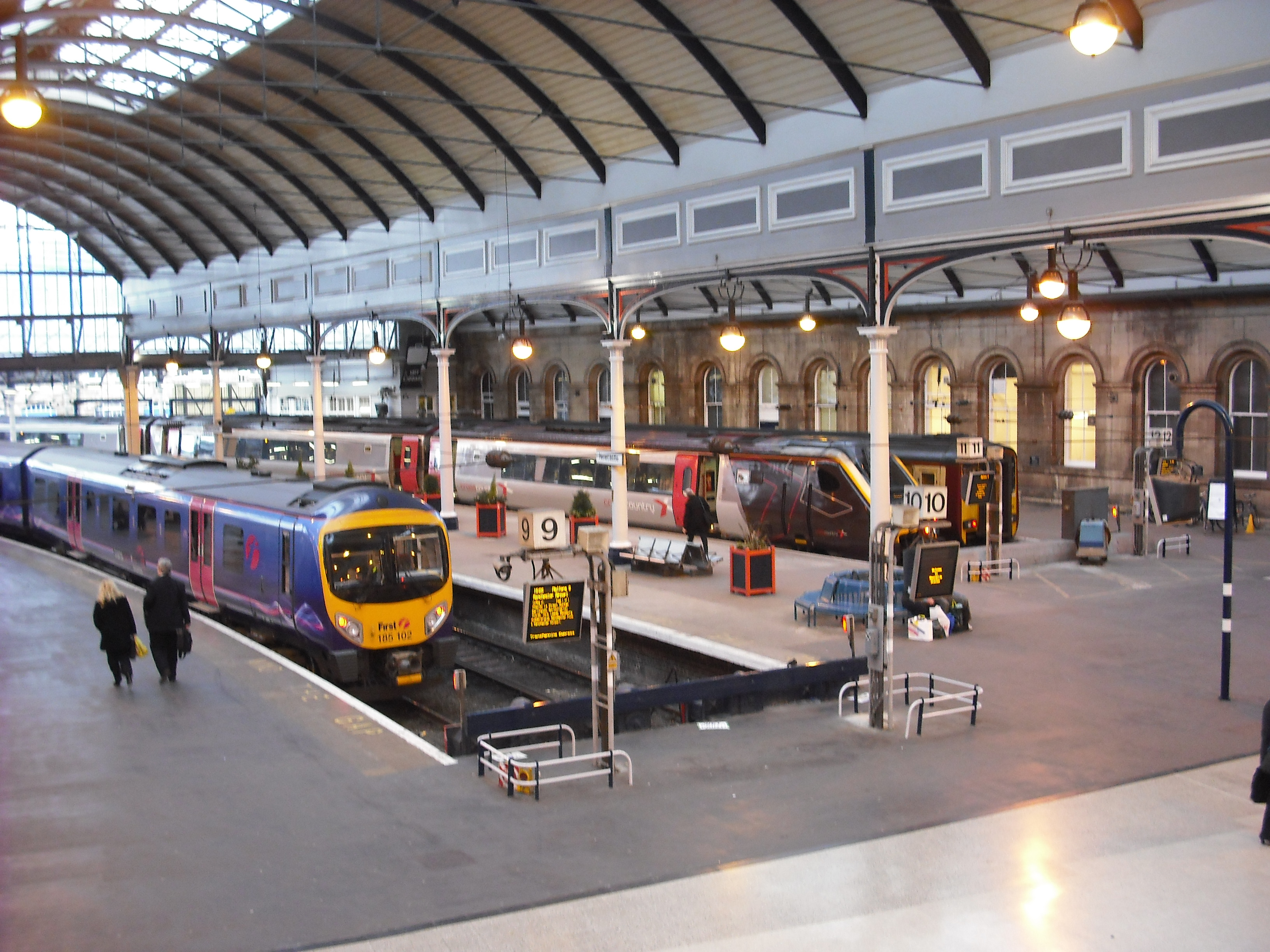
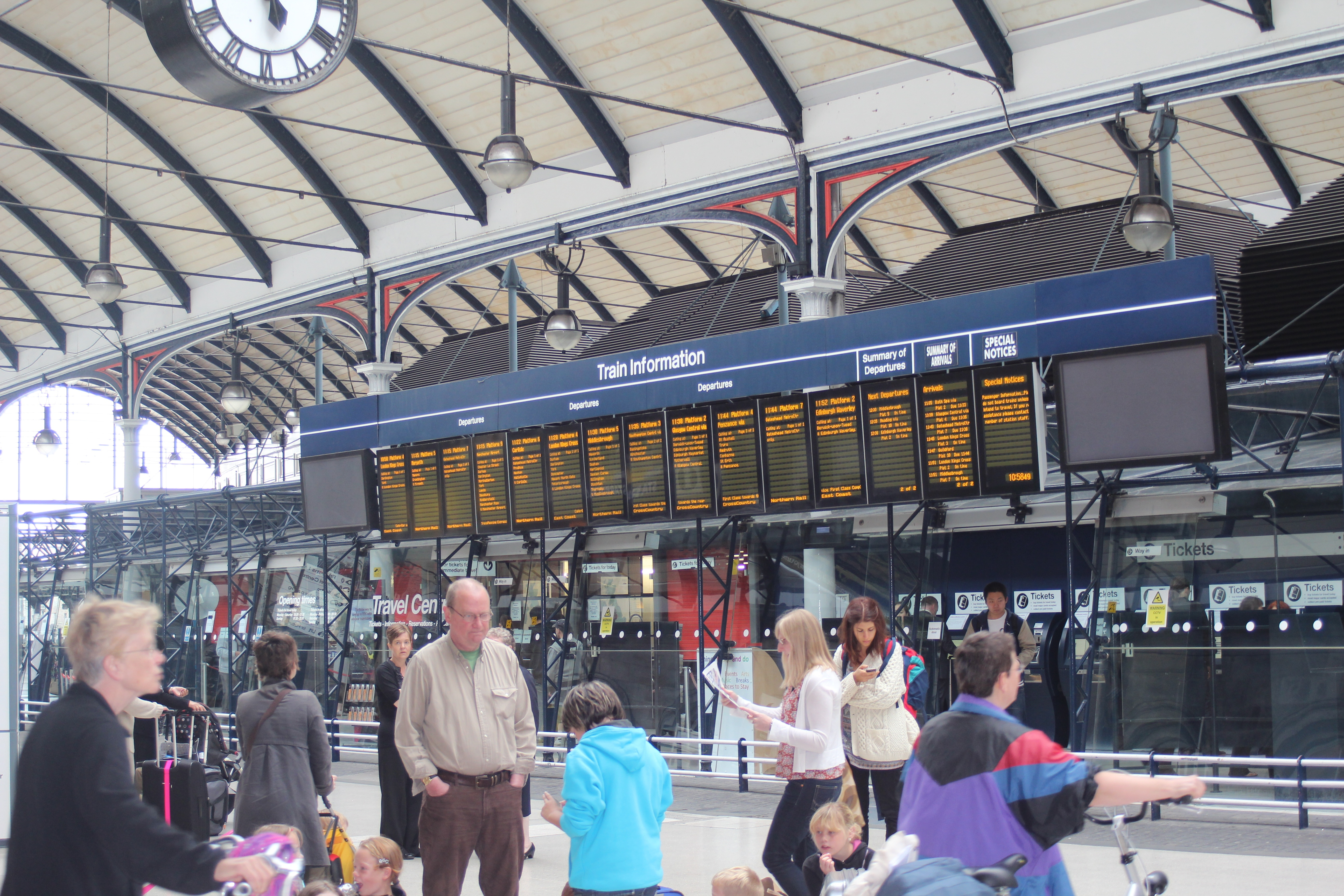
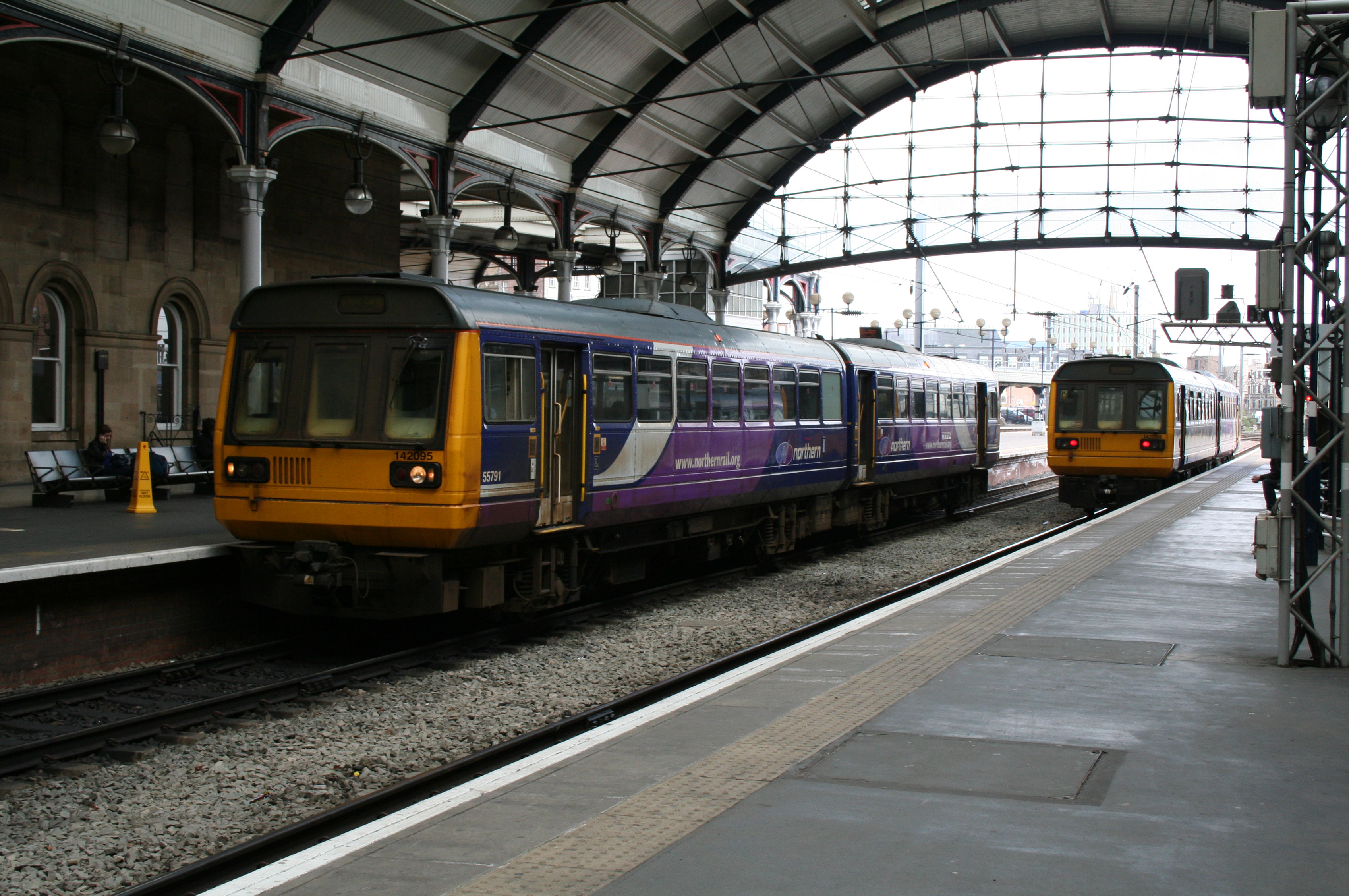
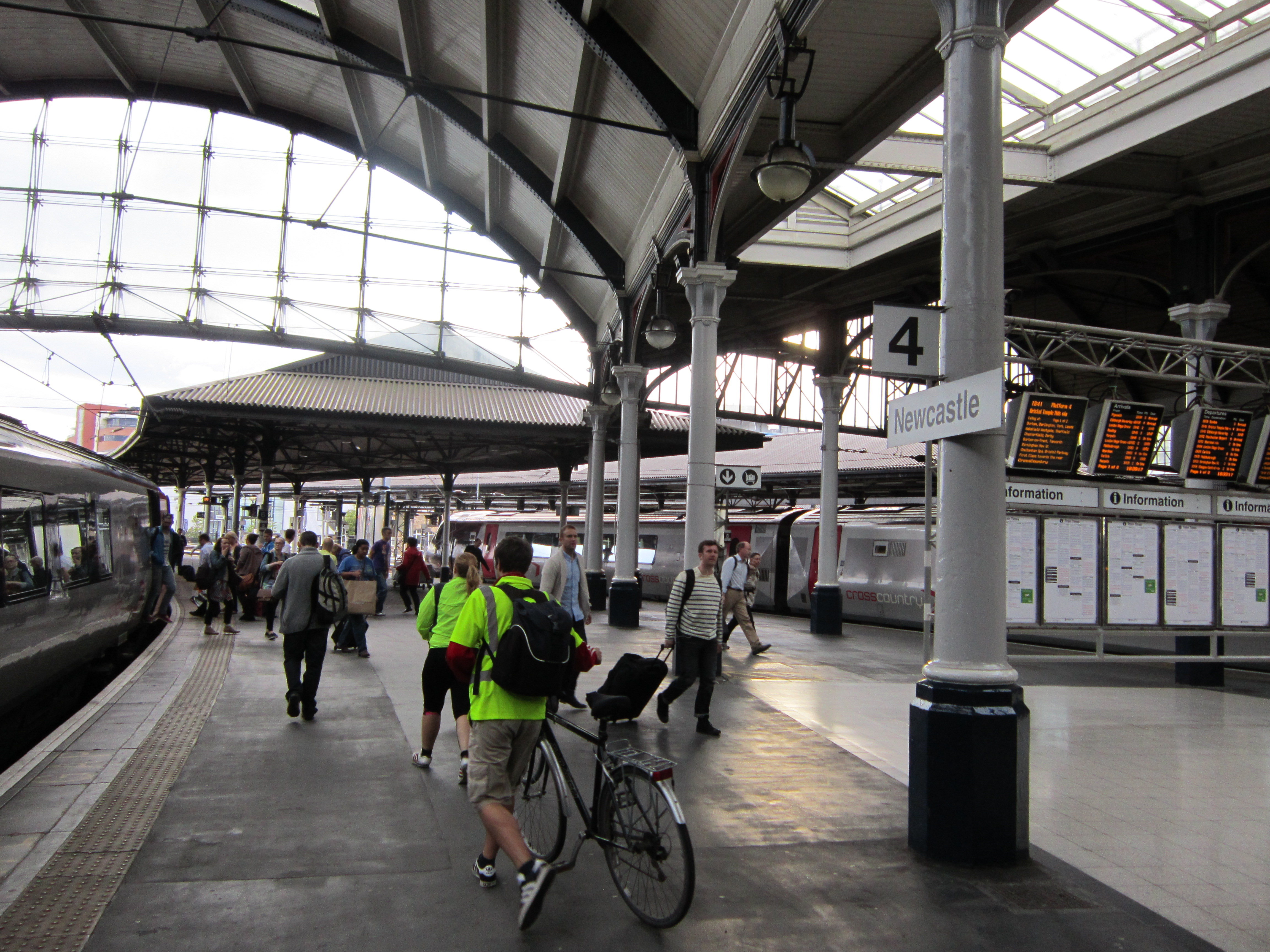
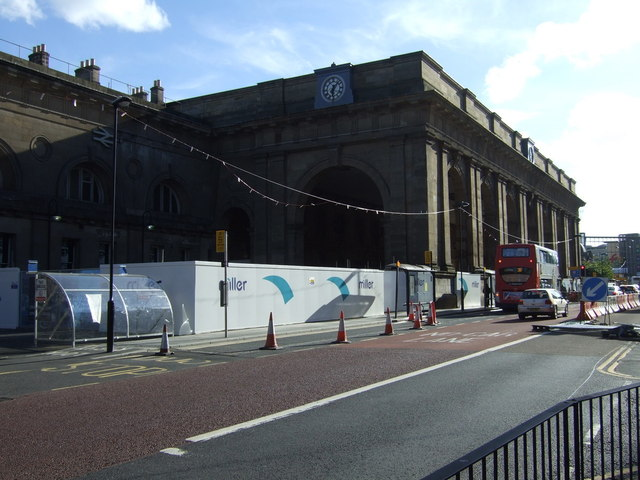
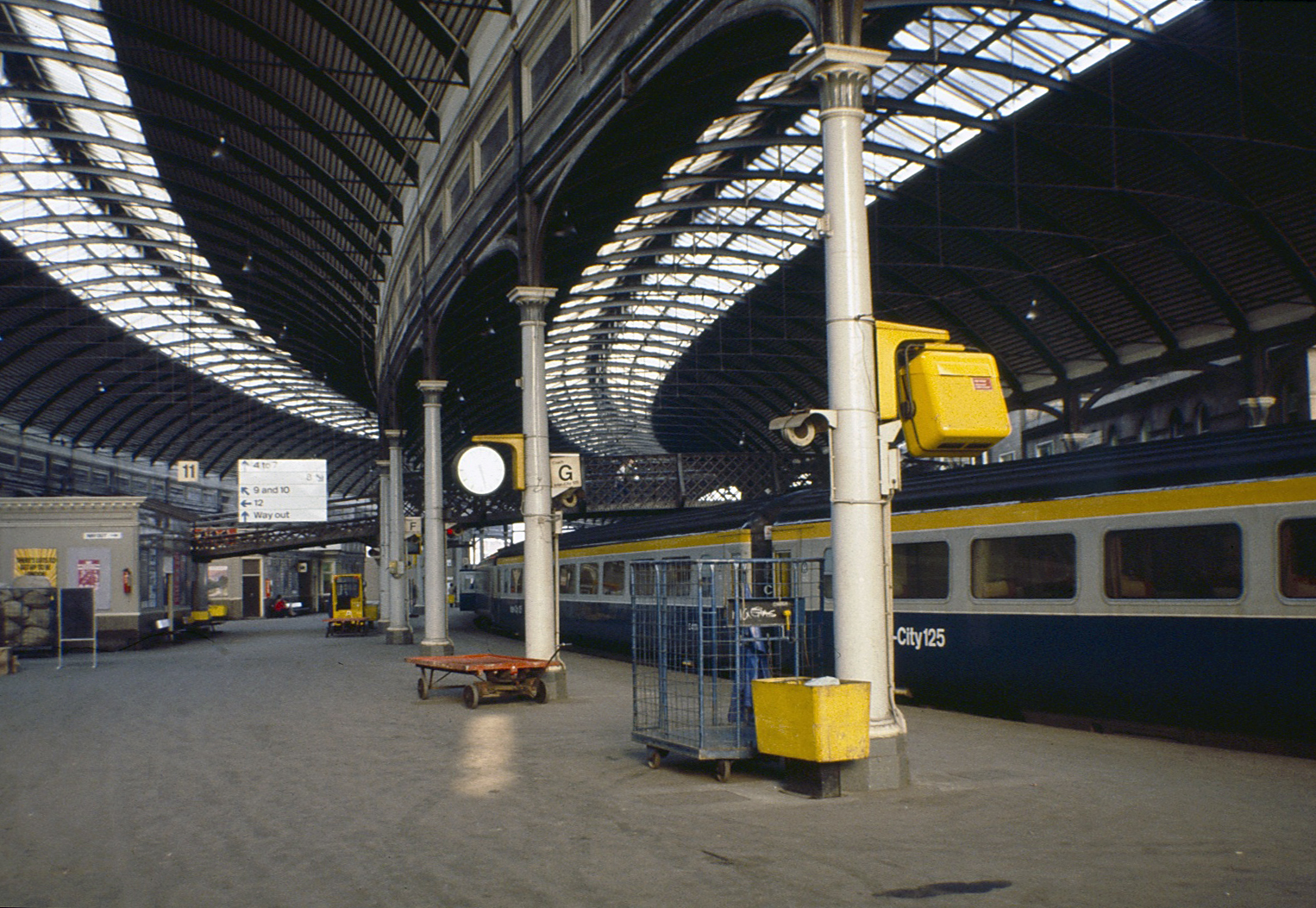